# Рюдзодзи Иэхару
Рюдзодзи Иэхару (яп. 龍造寺 家晴, ум. 1613) — японский военачальник периодов Адзути-Момояма и Эдо, 1-й глава семьи Исахая ветви рода Рюдзодзи.

## Биография
Родился в семье Рюдзодзи Акиканэ. Его распространёнными именами (прозвищами) были Ситиродзаэмон (七郎左衛門) или Сикибудзаэмон (式部左衛門). Его тайное имя (имина) изначально было Иэхару (家晴), а позже стало Нобусигэ (信重).
После нападения Отомо Сорина на замок Сага в 1570 году, Иэхару вёл борьбу против него. Когда силы Рюдзодзи разгромили Отомо, Рюдзодзи Иэхару переехал в замок Хасуикэ для защиты границы провинции Тикуго. В 1579 году, когда Рюдзодзи Таканобу завоевал Тикуго, Иэхару перебрался в Нанкан, где подготавливал войска к нападению на Хиго.
В 1580 году во время осады замка Янагава в провинции Тикуго Иэхару возглавлял третью дивизию. В это время он отдалился от Таканобу из-за его убийства Камати Сигэнами в 1581 году, перед отцом которого семья Рюдзодзи была в большом долгу. После этого Иэхару сделал Камати Садахису своим вассалом. После смерти Рюдзодзи Таканобу в 1584 году, когда Набэсима Наосигэ переехал в замок Сага, Иэхару стал новым хозяином замка Янагава. Позже, из-за волнений в роду Рюдзодзи, Отомо Сорин отправил Татибану Досэцу и Такахаси Дзёуна в замок Янагава, но Рюдзодзи Иэхару отбил их.
В 1587 году, при распределении территорий в результате усмирения Кюсю армией Тоётоми Хидэёси, преемник Таканобу, Рюдзодзи Масаиэ, получил официальное признание своих прав на семь уездов в провинции Хидзэн, но земли в Тикуго были конфискованы. Таким образом, замок Янагава был передан Миикэ Сигэдзанэ, вассалу Татибаны Мунэсигэ, а Иэхару потерял свою резиденцию. Когда Хидэёси был на обратном пути в Осаку, Иэхару достиг его в Акамагасэки в Симоносэки, и в результате просьб было принято решение передать ему территорию Сайго Нобунао, владельца Исахаи в уезде Такаки, который не участвовал в усмирении Кюсю. В августе того же года Иэхару напал на Исахаю со своей армией из 2500 всадников и 1000 всадников в виде подкрепления от Масаиэ. Он преследовал Нобунао от замка Такаги до Симабары и захватил его земли.
В 1600 году, в битве при Сэкигахаре, Рюдзодзи Иэхару последовал за Набэсимой Кацусигэ, который участвовал в нападении на замок Фусими, но позже перешёл на сторону Токугавы Иэясу, и сражался против западной армии.
Рюдзодзи Иэхару умер в 1613 году и был похоронен в храме Тэнъю-дзи в Исахае. Является синтоистским божеством почитаемым в храме Такасиро-дзиндзя в Исахае.
Первым браком был женат на дочери Тибы Танэсигэ, умершей в 1586 году. Вторым браком был женат на дочери Рюдзодзи Таканобу.
После того как его второй сын, Наонори, унаследовал семейное главенство, он сменил фамилию Рюдзодзи на Исахая. Под этой фамилией его потомки просуществовали как вассалы Саги до конца периода Эдо. Старший сын, Киёнао, из-за разногласий со своим отцом прошёл постриг, сменил своё имя на Такая Ирицубо (鷹屋入壷) и перешёл на службу Мори Хидэнари из Тёсю.